# Акжол-бий
Акжол-бий (Даирходжа) (Золотая Орда — 1459)  — бий времён правления Абулхайр-хана. Сын акына и бия Кодана-тайши. В сочинении «Маджму ат-Таварих» его называют Темир-ходжа, но это скорее всего искаженное переписчиками документа имя Даир-ходжа.

## Биография
Согласно преданиям, в молодости Акжол би помогал Барак-хану, внуку Урус-хана преодолеть зависимость от Тимуридов. Затем после смерти Барак-хана, правителем становится Абулхаир, при котором Акжол би являлся главным советником. Был убит Кобланды батыром. Согласно шежире имел двух сыновей: Караходжа и Сомдык. Именно Акжол-би является последним прямым предком всех казахских Аргынов.

## Акжол-бий в Маджму ат-Таварих
В сочинении XVI века Маджму ат-Таварих говорится про некоего Ай-ходжу и Караходжу. Согласно Ж. Сабитову, Ай-ходжа это и есть Даир-ходжа. Тем более что время событий совпадает с годами жизни Акжола и его сына Караходжи.
Согласно Маджму ат-Таварих, кыргызский национальный герой Манас являлся близким другом Даир-ходжи и Караходжи.
Также там указано о взаимоотношениях Акжола и Тохтамыш-хана. Акжол-бий и его сын Караходжа являлись приближенными Тохтамыш-хана. А Караходжа позже в молодом возрасте стал эмиром Золотой орды при Тохтамыш-хане.
После смерти Тохтамыш-хана в 1405 году, Караходжа Аргын стал мстить за него и по некоторым данным,.погиб в 1406 году. Это подтверждается также тем, что в дальнейшей битве против хана Пулада в 1410 году, Караходжа не участвовал. В этой битве участвовал Акжол-бий и согласно Маджму ат-Таварих, он убил Пулад хана, скинув его с лошади.

## Влияние Акжола на казахский народ
Согласно преданиям, Акжол би был человеком отважным и его имя навсегда сохранилось в умах не только аргынов, но и всего казахского народа.
На момент смерти он уже был достаточно стар. Согласно шежире у Акжола би и у известного казахского батыра Кобыланды начались конфликты. "Возможно всему виной злой язык людей или же Абулхаир хан". И сошлись они в безжалостном бою. Они оба обладали и большим умом и огромной силой. Но удача была на стороне Кобыланды. После этого боя дети и внуки Акжола потребовали от Абулхаира отдать им Кобыланды. Но тот отказался. Из-за того, что Абулхаир оправдал убийцу Акжола, ни один аргын не остался у него в подчинении.
Также, если верить некоторым сведениям, из-за этого инцидента первые казахские ханы Жанибек и Керей объединились с аргынами и еще некоторыми казахскими родами и ушли в Моголистан. И на тех землях появилось новое государство Казахское ханство.
И впоследствии многие аргыны занимали важные посты не только в Казахском ханстве, но и в Крыму, Казани и Астрахани.